# Sibirjakov (Karazee)
Sibirjakov(a) (Russisch: остров Сибирякова; ostrov Sibirjakova) of Koezkin (Кузькин) is een groot Russisch eiland in het zuiden van de Karazee, aan noordwestzijde van de monding van de Golf van Jenisej. Het behoort bestuurlijk gezien tot het district Tajmyrski van de kraj Krasnojarsk en vormt onderdeel van het enorme natuurreservaat zapovednik Bolsjoj Arktitsjeski. Het ligt op de geografische grens tussen West- en Oost-Siberië. Het eiland heeft een lengte van 38 kilometer, een breedte van maximaal 27 kilometer en een oppervlakte van ongeveer 800 km² (2x Texel). Sibirjakov verkreeg zijn naam in 1878 van de Finse ontdekkingsreiziger Nordenskiöld, die het vernoemde naar de Russische goudindustrieel en ontdekkingsreiziger Aleksandr Sibirjakov, die zijn reis had gefinancierd.
Het eiland wordt aan westzijde gescheiden van het schiereiland Gyda (37 km) en het eiland Oleni (30 km) door de Straat Ovtsyna en aan oostzijde van het schiereiland Tajmyr (36 km) door de eerder genoemde Golf van Jenisej. Zestien kilometer noordelijker ligt het veel kleinere eilandje Nosok ("sok"), waarmee het via een boogvormige zandbank (de Noordelijke Sibirjakovse zandbank; Северная Сибиряковская отмель) is verbonden aan noordoostzijde. Aan zuidoostzijde loopt de Zuidelijke Sibirjakovse zandbank (Южная Сибиряковская отмель) een stukje naar het zuidoosten de zee in.
De kusten van het eiland zijn overwegend vlak en lopen meestal langzaam omhoog naar het binnenland toe. Kleine bochten bevinden zich aan de zuidwestelijke en zuidoostelijke kust, waar zich kleine langgerekte kusteilandjes en zandbanken uitstrekken rondom het eiland. Het eiland zelf bestaat uit een laaggelegen licht heuvelachtige vlakte (tot 50 meter hoog) die is overdekt met toendra en op plekken moerassig is. Over het eiland lopen vele kleine riviertjes aan alle richtingen uit naar zee, waarvan de Gloebokaja ("diep") de grootste rivier is. In de stroomgebieden van sommige rivieren bevinden zich een aantal meertjes. Van ongeveer oktober tot juli zijn de wateren rondom het eiland bedekt met ijs.
Het eiland is onbewoond, maar verschillende vissershutten bevinden zich langs de kust. Vuurtorens bevinden zich aan noordwestzijde, zuidoostzijde, zuidzijde, zuidwestzijde en westzijde.